# Kia Granbird
Kia Granbird — туристический автобус особо большой вместимости, выпускаемый заводом Kia Motors с 1995 года.

## История
Первые прототипы Granbird появились в 1994 году и предлагались только с дизельными двигателями прямого впрыска. Их конкурентами являлись Hyundai Aero и Daewoo BH. Семью годами позднее появились вторые прототипы Granbird, конкурентами которых являлись автобусы Hyundai Universe. Четырьмя годами позднее модели были отреставрированы.
В 2015 году на Сеульском автосалоне были представлены Granbird Silkroad Variant. Пятью годами позднее автобусы Kia Granbird были снова обновлены. Модельный ряд оснащён цветной приборной панелью и новым телевизором с плоским экраном. Внутренняя высота была увеличена на 80 мм, а верхняя левая и правая ширина интерьера были расширены на 120 мм. Силовой агрегат обновлённого автобуса представляет собой 12,3-литровый дизельный двигатель Powertech в паре как с механической, так и с автоматической коробками передач.